# Dallol Bosso
Der Dallol Bosso ist ein rund 350 Kilometer langes Wadi im Westen Nigers. Er verläuft von der Grenze mit Mali im Norden bis zur Grenze mit Benin im Süden, wo er in den Fluss Niger mündet.

## Verlauf
Das Wadi hat seinen Ursprung im verzweigten Azawagh-Flusssystem in der Region Gao in Mali. Ab der Staatsgrenze mit Niger trägt es den Namen Dallol Bosso. Dallol ist ein Wort der Sprache Fulfulde und bedeutet „Tal“. Es gibt mehrere Dallols in Niger, darunter die weiter östlich gelegenen Dallol Foga und Dallol Maouri.
Der Dallol Bosso verläuft zunächst im nigrischen Departement Filingué durch die Gemeinden Abala, Filingué, Kourfeye Centre, Imanan, Tondikandia und Tagazar, wo er ein aus Banibangou kommendes Nebental aufnimmt. Nach Tagazar erreicht das Wadi das Departement Boboye. Der Name Boboye kommt aus der Sprache Zarma, bedeutet ebenfalls „Tal“ und ist eine weitere Bezeichnung des Dallol Bosso. Nach den Gemeinden Koygolo, Kiota, Harikanassou und N’Gonga erreicht der Dallol Bosso Birni N’Gaouré, die Hauptstadt des Departements Boboye. Anschließend verläuft er durch die Gemeinden Fabidji, Guilladjé und Falmey, wo er beim Dorf Boumba gegenüber der Staatsgrenze zu Benin in den Fluss Niger mündet.
Auf seinem Weg durchquert der Dallol Bosso zwei Großlandschaften: die Sahelzone und den Sudan.

## Charakteristik und Nutzung
Die hydromorphen Böden in der Talsohle sind reich an Lehm und organischem Material. Der Grundwasserspiegel ist hoch. Hier bestehen gute Voraussetzungen für Bewässerungsfeldwirtschaft. Am Fuß der Hochebenen beiderseits des Dallols gibt es Schluff-Ton-Böden, die der Erosion durch Wind und Wasser ausgesetzt sind. Auf den Hochebenen selbst wird Getreide angebaut.
Im Dallol Bosso ist die Bevölkerungsdichte im Vergleich zum Umland hoch und erreicht mehr als 100 Einwohner je Quadratkilometer. Es kommt häufig zu Landnutzungskonflikten. Das Tal ist ein traditionelles Siedlungsgebiet der Fulbe, das sie mit anderen Volksgruppen wie Tuareg und Zarma teilen.
Seit 2004 ist der Dallol Bosso ein Ramsar-Gebiet. Dieses erstreckt sich über eine Fläche von 892.122 Hektar und ist damit das nach den Gueltas und Oasen des Aïr zweitgrößte der 14 Ramsar-Gebiete Nigers.

Traditionelle Lehmziegelherstellung im Dallol Bosso
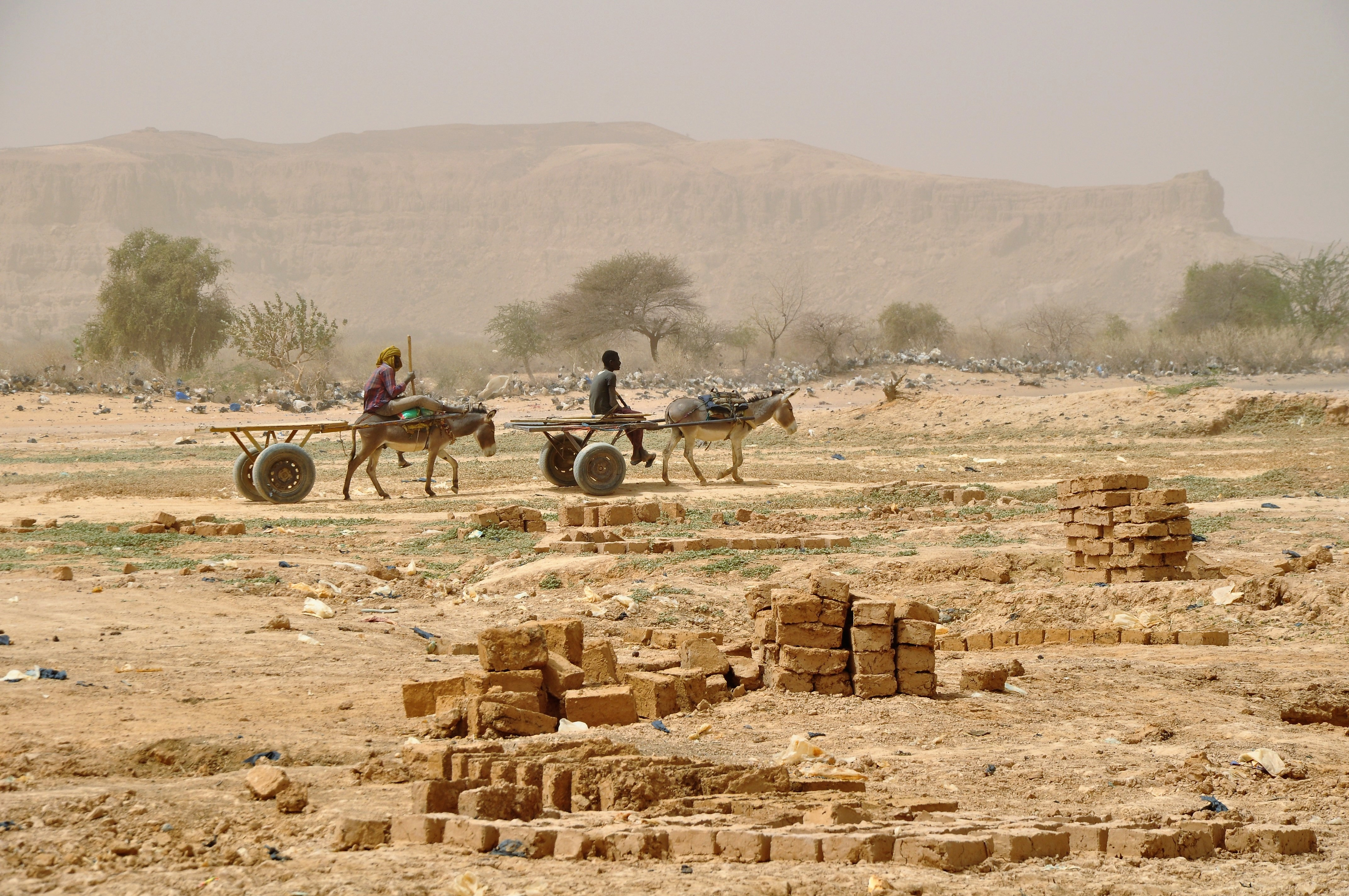
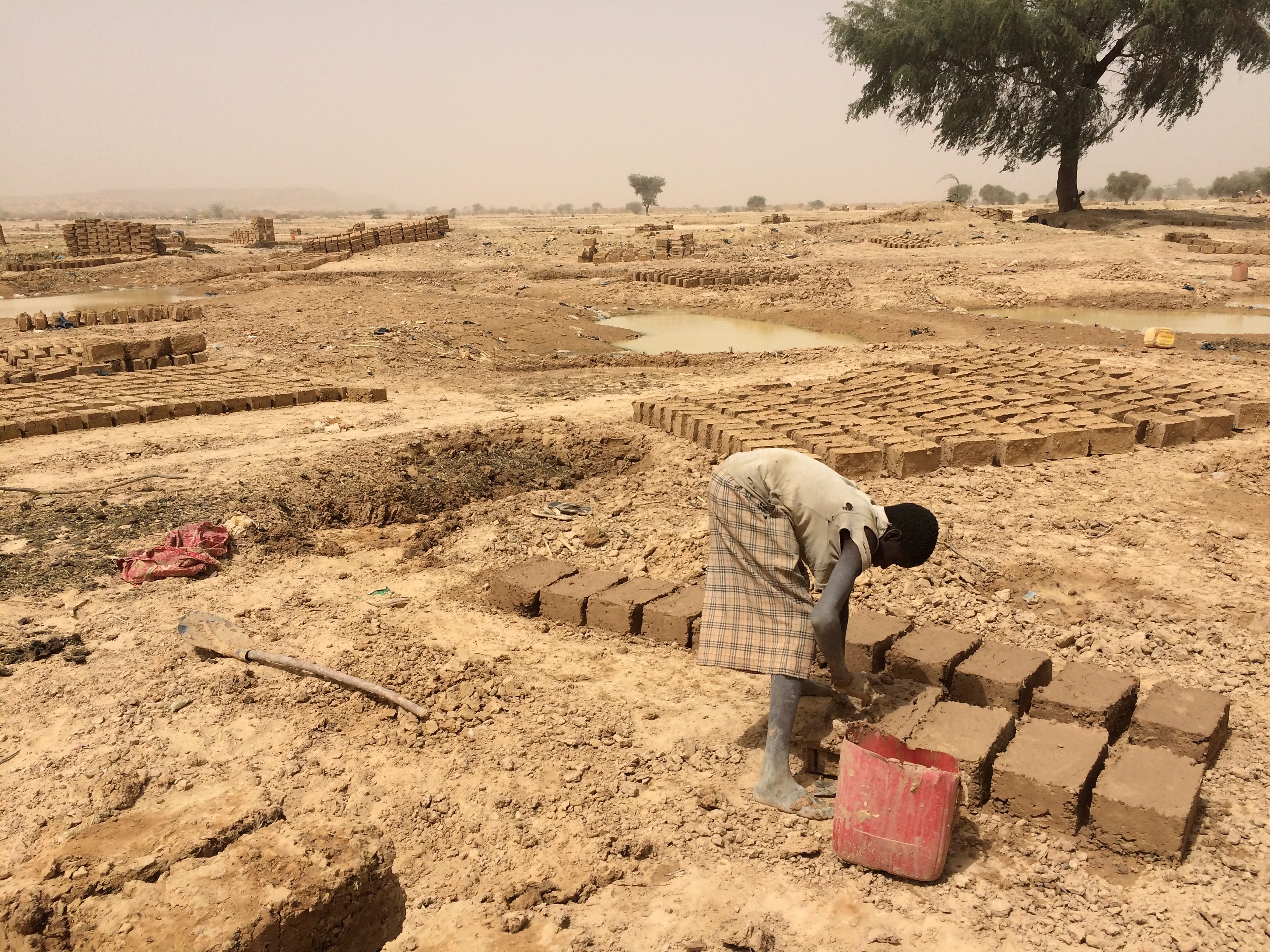
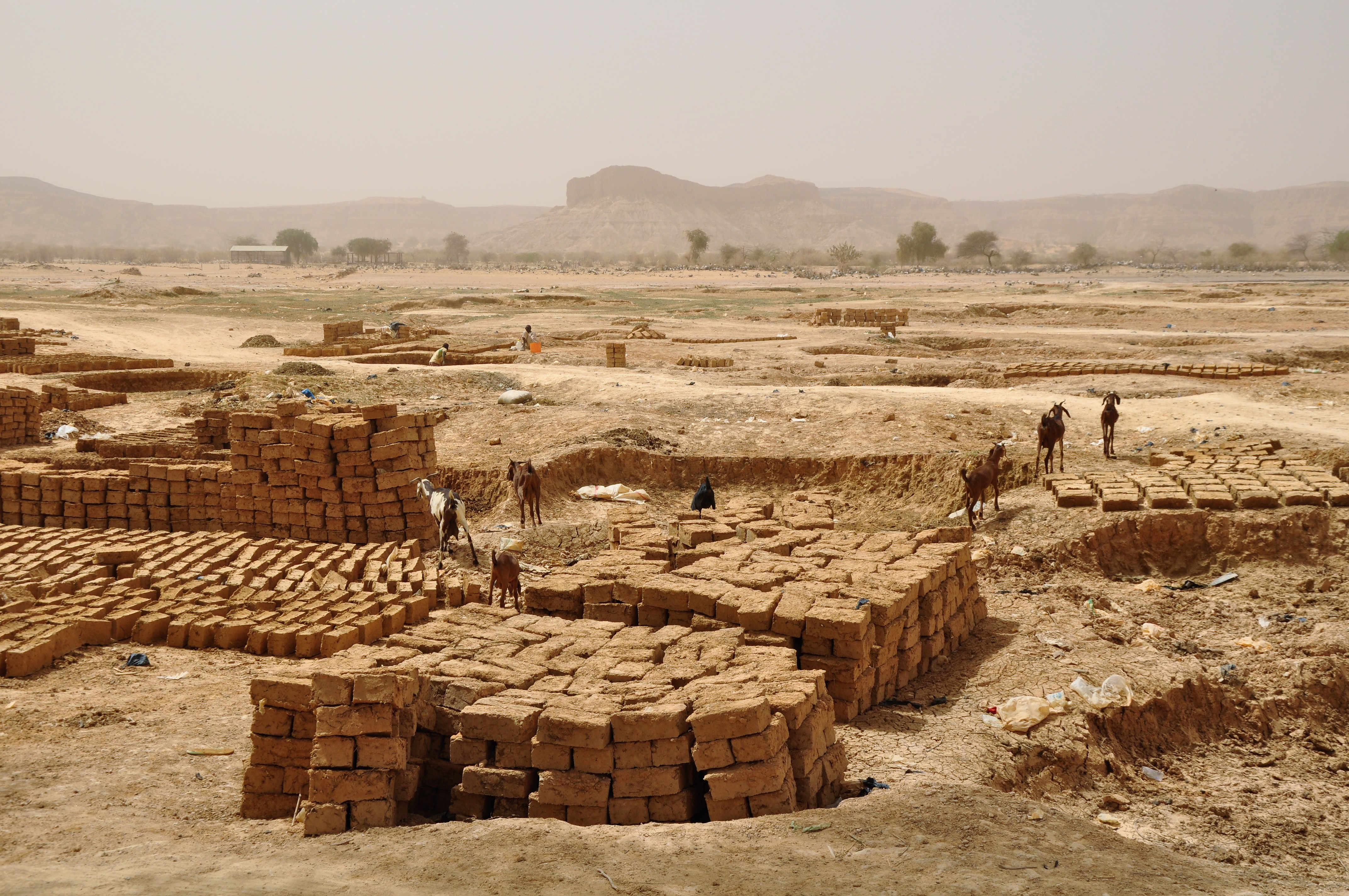
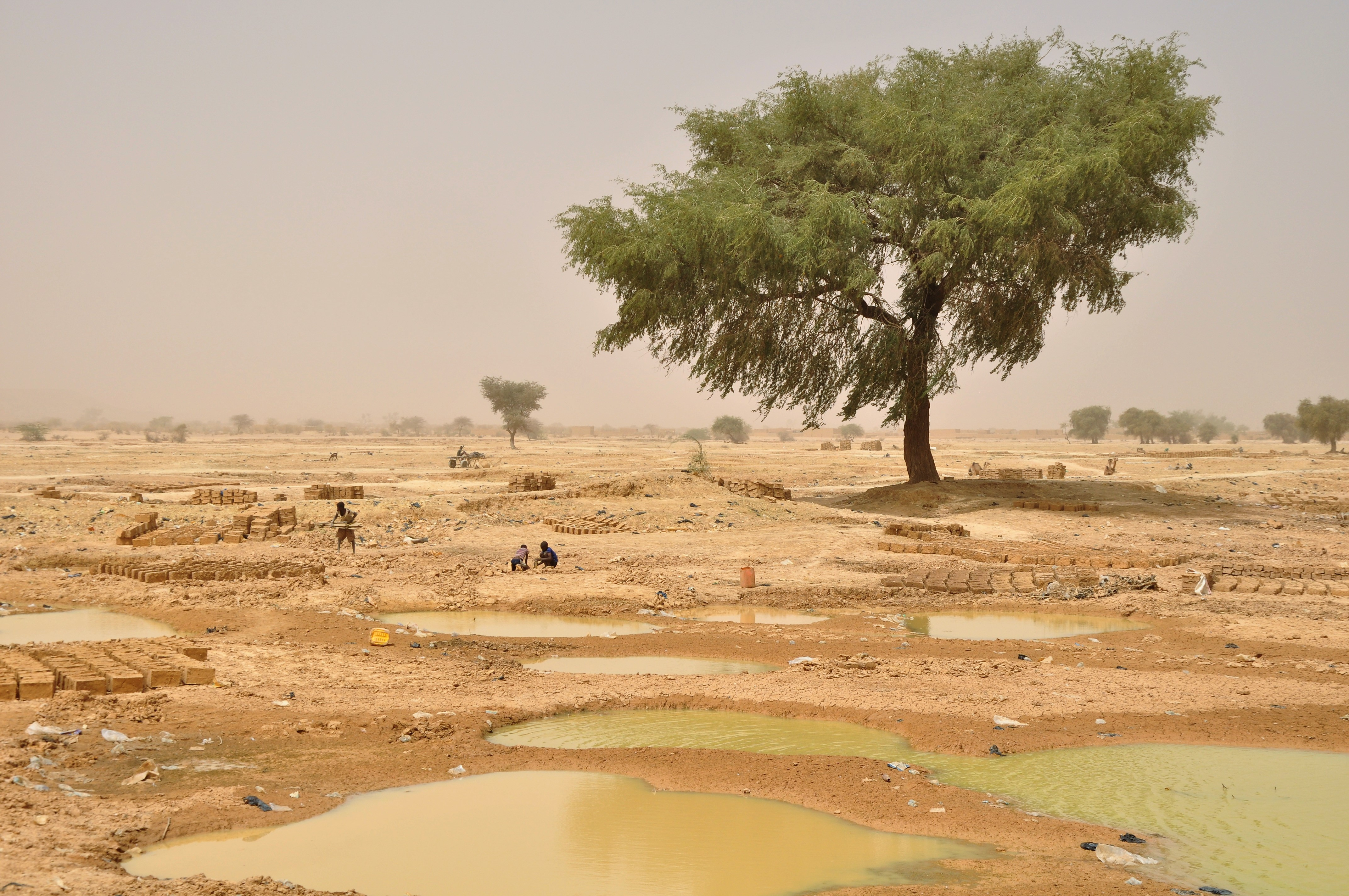
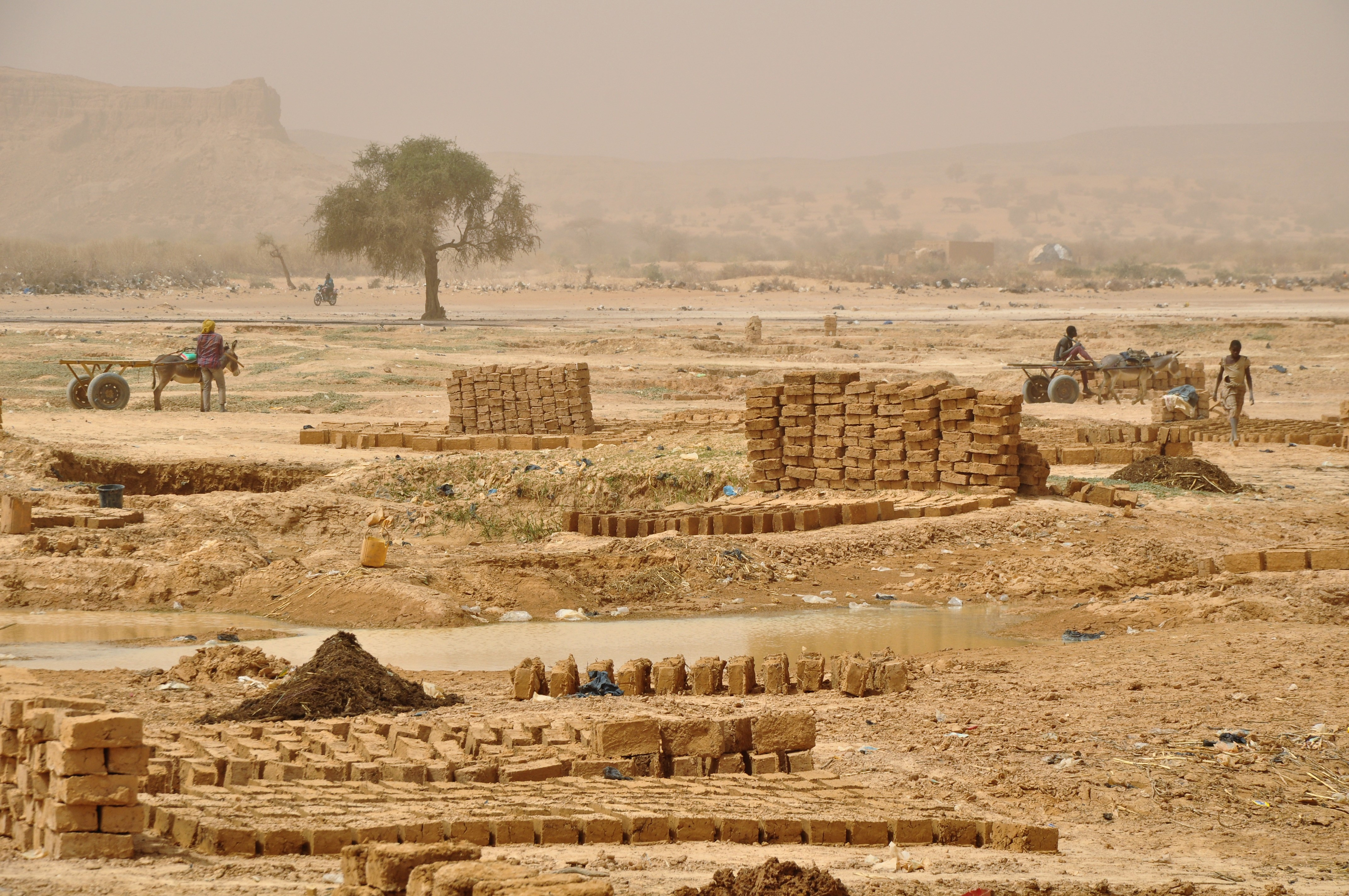